# 2011年6月逝世人物列表
2011年逝世人物列表：1月 - 2月 - 3月 - 4月 - 5月 - 6月 - 7月 - 8月 - 9月 - 10月 - 11月 - 12月
2011年6月逝世人物列表，是用于汇总2011年6月期间逝世人物的列表。

## 依日期排序

### 30日
- 应崇福，93岁，中國物理学家、中科院资深院士，中国超声学研究奠基人、声学领域教育家。科学网（页面存档备份，存于）
- 芶清泉，95岁，中國四川大学终身教授，的物理学家、杰出的教育家、中國原子与分子物理学科创始人。科学网（页面存档备份，存于）

### 29日
- 湯姆·拉姆齊（Tom Ramsey），75歲，澳大利亞高爾夫記者。台灣新浪網[]
- 安田良治（Fábio Riodi Yassuda），88歲，巴西聯邦政府第一位日裔部長。巴西日系新聞

### 28日
- 丁明亮，52岁，中國企業家，德尔惠股份有限公司董事长，癌症。中国商报网

### 27日
- 江上舟，64岁，中芯国际董事长，中国半导体行业协会理事长。网易（页面存档备份，存于）
- 薩爾瓦多·費爾南德斯·卡伊坦諾（Salvador Fernandes Caetano），85歲，葡萄牙汽車及巴士車身集團Salvador Caetano創辦人及董事長。（葡萄牙文）aeiou Expresso（页面存档备份，存于）

### 26日
- 陈新，80岁，中国桥梁工程专家、中国工程院院士（页面存档备份，存于）

### 25日
- 譚明輝，45歲，台灣貝斯手，在前往張信哲「幸福覺哲」巡迴演唱會廈門站途中車禍身亡。nownews（页面存档备份，存于）
- 黄骁俭，43岁，中國北京致远协创软件有限公司首席运营官，前SAP中国区副总裁，南戴河游泳意外溺水去世。新浪（页面存档备份，存于）
- 尼克·查爾斯（Nick Charles），64歲，美國有線電視新聞網（CNN）首位體育新聞主播。香港新浪

### 23日
- 劉偉仁，48歲，台灣流行音樂樂手、作曲家，著名創作有《如果還有明天》，罹肝癌、脊椎腫瘤逝世。中時電子報
- 李慧芳，87岁，中國京剧表演艺术家。新华网
- 彼得·佛克（Peter Falk），83歲，美國演員，曾主演《神探可倫坡》（Columbo）。聯合新聞網[]

### 22日
- 马克昌，85岁，中国法学家，曾担任林彪、江青反革命集团案主犯吴法宪的辩护人。中国新闻网（页面存档备份，存于）
- 胡明扬，86岁，中国语言学家。科学网（页面存档备份，存于）
- 鄭淑弘，49岁，台灣ING投顧董事長暨總經理。中國時報

### 21日
- 瑪利亞·高梅斯·瓦琳廷（葡萄牙語：Maria Gomes Valentim），114歲，巴西人瑞，5月才獲《金氏世界紀錄》認證為全球最年長人瑞。新華網 Archive.today的存檔，存档日期2013-04-28

### 20日
- 何泽慧，97岁，中国物理学家、中国科学院资深院士，钱三强夫人。新浪（页面存档备份，存于）
- 萊恩·杜恩（Ryan Dunn），34歲，美國真人實境秀《蠢蛋搞怪秀》（Jackass）的主要演員，車禍去世。英國衛報（页面存档备份，存于）
- 郭其昌，92岁，中国葡萄酒泰斗，中国酿酒工业协会葡萄酒专业委员会名誉主任。中国酒业新闻网

### 19日
- 夏綠蒂·彭博（Charlotte Rubens Bloomberg），102岁，紐約市長彭博（Michael Rubens Bloomberg）的母親。聯合報
- 杨笑侬，43岁，中国通用航空网负责人，中国最早的私人飞机顾问。皮划艇漂流翻船，溺水遇难红网
- 李恩美（이은미），24歲，韓國藝人，曾為IRIS成員之一，遭男友以刀子刺殺身亡。台灣蘋果日報

### 18日
- 伊蓮娜·波納（俄語：Елена Георгиевна Боннэр，拉丁轉寫：Yelena Bonner），88歲，前蘇聯核子物理學家暨知名持不同政見者安德烈·德米特里耶維奇·薩哈羅夫（俄語：Андре́й Дми́триевич Са́харов）的遺孀。中央廣播電台
- 布賴恩·霍（Brian Haw），62歲，英國反戰人士，曾在國會廣場紮營抗爭達10年，肺癌病逝。新報[]
- 弗雷德里克·齊盧巴（Frederick Chiluba），68歲，1991年至2001年擔任尚比亞總統。中央日報
- 克拉倫斯·克萊蒙（Clarence Clemons），69歲，美國薩克斯風音樂家。香港文匯報（页面存档备份，存于）

### 17日
- 貝蒂·福克斯（Betty Fox），71歲，加拿大人，其子泰瑞·福克斯（Terry Fox）曾踩義肢踏遍加拿大為癌症研究募款。世界新聞網
- 單亦誠，90歲，尹清楓命案重要關係人，有台灣軍火大王之稱。中國時報
- 陳氏月，119歲，越南最年長人瑞，但尚未獲《金氏世界紀錄》認證。中時電子報

### 15日
- 約翰·厄爾曼（John Ehrman）91歲，英國歷史學家，曾著有三部關於前英國首相小皮特的傳記。每日電訊報（页面存档备份，存于）
- 劉志堅，49岁，香港警務處中區重案組警署警長，在處理中環干諾道中行人天橋示威時不幸殉職。新华网
- 阿什琳·歐瑞（Ashlyn Horry），17歲，NBA球員羅伯特·歐瑞（Robert Horry）的女兒，因染色體缺失的罕見疾病病逝。聯合報
- 比尔·哈斯特（Bill Haast），100岁，迈阿密蛇类实验室的主管。legacy.com（页面存档备份，存于）

### 14日
- 崔子范，96岁，中国画家。搜狐（页面存档备份，存于）

### 13日
- 任祥奎（임상규），62岁，南韓順天大學校長，涉行賄案，車上燒炭自殺。中時電子報
- 谷垣佳子，66岁，日本在野最大政黨自民黨總裁谷垣禎一的夫人，病逝。聯合報
- 貝蒂·紐瑪（Betty Neumar），79歲，美國人，其五任丈夫有四任死於槍擊，被控謀殺罪，有「黑寡婦」之稱。nownews（页面存档备份，存于）

### 12日
- 羅拉·西斯健（Laura Ziskin），61歲，美國電影監製，曾監製《蜘蛛俠》系列電影，乳癌病逝。香港新浪網
- 卡尔·加德纳(Carl Gardner)，83岁，美国歌手，摇滚名人堂乐队The Coasters的主唱。网易（页面存档备份，存于）
- 李木榮，60歲，台灣奇人，生前因不愛穿衣服而有「脫褲榮」的稱號，腦溢血病逝。自由時報中國時報

### 9日
- 川上伦子，41岁，日本声优，卵巢癌去世。（日文）MSN產經新聞
- M·F·胡森（M. F. Husain），95歲，印度畫家，有「印度畢卡索」之稱。中國時報
- 薛尼·盧梅（Sidney Lumet），86歲，4度獲奧斯卡最佳導演提名皆落空的名導演。聯合新聞網（页面存档备份，存于）nownews（页面存档备份，存于）

### 8日
- 趙承祿，90岁，中華民國台灣桃園縣縣議會前副議長。[]
- 刘曹冬，26岁，中国汽车拉力赛车手，四次获得国内年度总冠军，因酒精中毒去世。腾讯网（页面存档备份，存于）

### 7日
- 法祖·穆罕默德（Fazul Abdullah Mohammed），38歲，九八年肯尼亞和坦桑尼亞美國大使館遇襲案的幕後主謀。蘋果日報（页面存档备份，存于）
- 药家鑫，21岁，中國大陸故意杀人犯。新华网（页面存档备份，存于）
- 章培恒，77歲，中國大陸文史學家，曾主持《中國文學通史》撰寫。中國經濟網[]
- 王适存，85岁，中国直升机设计专家。科学网（页面存档备份，存于）

### 6日
- 顧應昌（Anthony Y. C. Koo ），94歲，中華民國中央研究院第七屆(人文及社會科學組)院士。中央研究院（页面存档备份，存于）

### 5日
- 马在田，81岁，地球物理学家、中国科学院院士。科学网（页面存档备份，存于）

### 4日
- 劳伦斯·伊格尔伯格，80岁（Lawrence Sidney Eagleburger)，美國前國務卿（1992-1993）。大公网[]
- 汪道淵，97歲，1986年至1987年曾任中華民國國防部部長。中時電子報
- 陳松江，90歲，台灣醫師，曾獲醫療奉獻獎。聯合報

### 3日
- 傑克·凱佛基安（Jack Kevorkian），83歲，美國醫師，曾協助一百多名不治之症患者成功自殺，被稱為「死亡醫生」。聯合報
- 詹姆斯·阿內斯（James Arness），88歲，美國演員，在長青西部影集《荒野大鏢客》（Gunsmoke）裡飾演牛仔馬歇爾麥特迪倫（Marshal Matt Dillon）。聯合報
- 薩米·歐弗（Sammy Ofer），89歲，以色列富豪，被美國指控與列入黑名單的伊朗公司進行商業交易。中時電子報
- 林仲贤，79岁，中国科学院心理研究所研究员、博士生导师,中国心理学会第六届理事长。光明网（页面存档备份，存于）

### 2日
- 王海芳，48岁，中国足球甲级队贵州智诚俱乐部主教练，车祸去世。新浪（页面存档备份，存于）
- 江森，90岁，中国妇产科专家。科学网（页面存档备份，存于）

### 1日
- 鄺傑靈（Matt Fong），57歲，美國共和黨籍華裔加州前財務長，皮膚癌病逝。國際日報[]
- 朱利安和艾垂安·芮斯特(Julian & Adrian Riester)，92歲，雙胞胎人瑞 同日去世。聯合報